# Новотного перекриття московське
Перекриття́ Новотного моско́вське — ідея в шаховій композиції в жанрі зворотного мату. Суть ідеї — на поле перетину ліній дії слона і тури ходить фігура іншого кольору і виникає загроза лише одного мату, інший мат проходить у варіанті після взяття. В другій фазі проходить чергування загрози й мату у варіанті.

## Історія
Ця ідея може розглядатись як різновид вираження перекриття Новотного. Цей задум дещо відмінний від базового класичного перекриття Новотного.
Ідея чеського проблеміста Антоніна Новотного (22.08.1827 — 09.03.1871) зацікавила московських шахових композиторів, і при вираженні його ідеї знайшли інший підхід для втілення в задачі його задуму.
Для вираження ідеї потрібно дві фази. В першій фазі після хибної спроби (жертвується фігура на полі перетину слона і тури) виникає лише одна загроза мату, а при захисті у варіанті після взяття жертовної фігури тематичним слоном чи турою виникає інший мат з використанням перекриття. В другій фазі знову жертвується на полі перетину тематичних ліній інша фігура  й виникає загроза, яка в першій фазі була матом у варіанті; відповідно проходить мат у варіанті, що був загрозою в першій фазі.
Ідея дістала назву від московських першовідкривачів — перекриття Новотного московське.
|   | a | b | c | d | e | f | g | h |   |
| 8 | c8 чорний слон · e8 чорна тура · g8 білий слон · g7 чорний пішак · c6 біла тура · g6 білий пішак · h6 чорний слон · a5 білий ферзь · a4 білий пішак · b4 чорний пішак · e4 чорний пішак · f4 чорний король · a3 чорний ферзь · c3 чорний пішак · d3 чорний пішак · f3 чорний пішак · b2 чорний кінь · c2 чорний пішак · f2 білий пішак · h2 білий кінь · a1 чорний кінь · c1 білий король · e1 білий кінь | c8 чорний слон · e8 чорна тура · g8 білий слон · g7 чорний пішак · c6 біла тура · g6 білий пішак · h6 чорний слон · a5 білий ферзь · a4 білий пішак · b4 чорний пішак · e4 чорний пішак · f4 чорний король · a3 чорний ферзь · c3 чорний пішак · d3 чорний пішак · f3 чорний пішак · b2 чорний кінь · c2 чорний пішак · f2 білий пішак · h2 білий кінь · a1 чорний кінь · c1 білий король · e1 білий кінь | c8 чорний слон · e8 чорна тура · g8 білий слон · g7 чорний пішак · c6 біла тура · g6 білий пішак · h6 чорний слон · a5 білий ферзь · a4 білий пішак · b4 чорний пішак · e4 чорний пішак · f4 чорний король · a3 чорний ферзь · c3 чорний пішак · d3 чорний пішак · f3 чорний пішак · b2 чорний кінь · c2 чорний пішак · f2 білий пішак · h2 білий кінь · a1 чорний кінь · c1 білий король · e1 білий кінь | c8 чорний слон · e8 чорна тура · g8 білий слон · g7 чорний пішак · c6 біла тура · g6 білий пішак · h6 чорний слон · a5 білий ферзь · a4 білий пішак · b4 чорний пішак · e4 чорний пішак · f4 чорний король · a3 чорний ферзь · c3 чорний пішак · d3 чорний пішак · f3 чорний пішак · b2 чорний кінь · c2 чорний пішак · f2 білий пішак · h2 білий кінь · a1 чорний кінь · c1 білий король · e1 білий кінь | c8 чорний слон · e8 чорна тура · g8 білий слон · g7 чорний пішак · c6 біла тура · g6 білий пішак · h6 чорний слон · a5 білий ферзь · a4 білий пішак · b4 чорний пішак · e4 чорний пішак · f4 чорний король · a3 чорний ферзь · c3 чорний пішак · d3 чорний пішак · f3 чорний пішак · b2 чорний кінь · c2 чорний пішак · f2 білий пішак · h2 білий кінь · a1 чорний кінь · c1 білий король · e1 білий кінь | c8 чорний слон · e8 чорна тура · g8 білий слон · g7 чорний пішак · c6 біла тура · g6 білий пішак · h6 чорний слон · a5 білий ферзь · a4 білий пішак · b4 чорний пішак · e4 чорний пішак · f4 чорний король · a3 чорний ферзь · c3 чорний пішак · d3 чорний пішак · f3 чорний пішак · b2 чорний кінь · c2 чорний пішак · f2 білий пішак · h2 білий кінь · a1 чорний кінь · c1 білий король · e1 білий кінь | c8 чорний слон · e8 чорна тура · g8 білий слон · g7 чорний пішак · c6 біла тура · g6 білий пішак · h6 чорний слон · a5 білий ферзь · a4 білий пішак · b4 чорний пішак · e4 чорний пішак · f4 чорний король · a3 чорний ферзь · c3 чорний пішак · d3 чорний пішак · f3 чорний пішак · b2 чорний кінь · c2 чорний пішак · f2 білий пішак · h2 білий кінь · a1 чорний кінь · c1 білий король · e1 білий кінь | c8 чорний слон · e8 чорна тура · g8 білий слон · g7 чорний пішак · c6 біла тура · g6 білий пішак · h6 чорний слон · a5 білий ферзь · a4 білий пішак · b4 чорний пішак · e4 чорний пішак · f4 чорний король · a3 чорний ферзь · c3 чорний пішак · d3 чорний пішак · f3 чорний пішак · b2 чорний кінь · c2 чорний пішак · f2 білий пішак · h2 білий кінь · a1 чорний кінь · c1 білий король · e1 білий кінь | 8 |
| 7 | c8 чорний слон · e8 чорна тура · g8 білий слон · g7 чорний пішак · c6 біла тура · g6 білий пішак · h6 чорний слон · a5 білий ферзь · a4 білий пішак · b4 чорний пішак · e4 чорний пішак · f4 чорний король · a3 чорний ферзь · c3 чорний пішак · d3 чорний пішак · f3 чорний пішак · b2 чорний кінь · c2 чорний пішак · f2 білий пішак · h2 білий кінь · a1 чорний кінь · c1 білий король · e1 білий кінь | c8 чорний слон · e8 чорна тура · g8 білий слон · g7 чорний пішак · c6 біла тура · g6 білий пішак · h6 чорний слон · a5 білий ферзь · a4 білий пішак · b4 чорний пішак · e4 чорний пішак · f4 чорний король · a3 чорний ферзь · c3 чорний пішак · d3 чорний пішак · f3 чорний пішак · b2 чорний кінь · c2 чорний пішак · f2 білий пішак · h2 білий кінь · a1 чорний кінь · c1 білий король · e1 білий кінь | c8 чорний слон · e8 чорна тура · g8 білий слон · g7 чорний пішак · c6 біла тура · g6 білий пішак · h6 чорний слон · a5 білий ферзь · a4 білий пішак · b4 чорний пішак · e4 чорний пішак · f4 чорний король · a3 чорний ферзь · c3 чорний пішак · d3 чорний пішак · f3 чорний пішак · b2 чорний кінь · c2 чорний пішак · f2 білий пішак · h2 білий кінь · a1 чорний кінь · c1 білий король · e1 білий кінь | c8 чорний слон · e8 чорна тура · g8 білий слон · g7 чорний пішак · c6 біла тура · g6 білий пішак · h6 чорний слон · a5 білий ферзь · a4 білий пішак · b4 чорний пішак · e4 чорний пішак · f4 чорний король · a3 чорний ферзь · c3 чорний пішак · d3 чорний пішак · f3 чорний пішак · b2 чорний кінь · c2 чорний пішак · f2 білий пішак · h2 білий кінь · a1 чорний кінь · c1 білий король · e1 білий кінь | c8 чорний слон · e8 чорна тура · g8 білий слон · g7 чорний пішак · c6 біла тура · g6 білий пішак · h6 чорний слон · a5 білий ферзь · a4 білий пішак · b4 чорний пішак · e4 чорний пішак · f4 чорний король · a3 чорний ферзь · c3 чорний пішак · d3 чорний пішак · f3 чорний пішак · b2 чорний кінь · c2 чорний пішак · f2 білий пішак · h2 білий кінь · a1 чорний кінь · c1 білий король · e1 білий кінь | c8 чорний слон · e8 чорна тура · g8 білий слон · g7 чорний пішак · c6 біла тура · g6 білий пішак · h6 чорний слон · a5 білий ферзь · a4 білий пішак · b4 чорний пішак · e4 чорний пішак · f4 чорний король · a3 чорний ферзь · c3 чорний пішак · d3 чорний пішак · f3 чорний пішак · b2 чорний кінь · c2 чорний пішак · f2 білий пішак · h2 білий кінь · a1 чорний кінь · c1 білий король · e1 білий кінь | c8 чорний слон · e8 чорна тура · g8 білий слон · g7 чорний пішак · c6 біла тура · g6 білий пішак · h6 чорний слон · a5 білий ферзь · a4 білий пішак · b4 чорний пішак · e4 чорний пішак · f4 чорний король · a3 чорний ферзь · c3 чорний пішак · d3 чорний пішак · f3 чорний пішак · b2 чорний кінь · c2 чорний пішак · f2 білий пішак · h2 білий кінь · a1 чорний кінь · c1 білий король · e1 білий кінь | c8 чорний слон · e8 чорна тура · g8 білий слон · g7 чорний пішак · c6 біла тура · g6 білий пішак · h6 чорний слон · a5 білий ферзь · a4 білий пішак · b4 чорний пішак · e4 чорний пішак · f4 чорний король · a3 чорний ферзь · c3 чорний пішак · d3 чорний пішак · f3 чорний пішак · b2 чорний кінь · c2 чорний пішак · f2 білий пішак · h2 білий кінь · a1 чорний кінь · c1 білий король · e1 білий кінь | 7 |
| 6 | c8 чорний слон · e8 чорна тура · g8 білий слон · g7 чорний пішак · c6 біла тура · g6 білий пішак · h6 чорний слон · a5 білий ферзь · a4 білий пішак · b4 чорний пішак · e4 чорний пішак · f4 чорний король · a3 чорний ферзь · c3 чорний пішак · d3 чорний пішак · f3 чорний пішак · b2 чорний кінь · c2 чорний пішак · f2 білий пішак · h2 білий кінь · a1 чорний кінь · c1 білий король · e1 білий кінь | c8 чорний слон · e8 чорна тура · g8 білий слон · g7 чорний пішак · c6 біла тура · g6 білий пішак · h6 чорний слон · a5 білий ферзь · a4 білий пішак · b4 чорний пішак · e4 чорний пішак · f4 чорний король · a3 чорний ферзь · c3 чорний пішак · d3 чорний пішак · f3 чорний пішак · b2 чорний кінь · c2 чорний пішак · f2 білий пішак · h2 білий кінь · a1 чорний кінь · c1 білий король · e1 білий кінь | c8 чорний слон · e8 чорна тура · g8 білий слон · g7 чорний пішак · c6 біла тура · g6 білий пішак · h6 чорний слон · a5 білий ферзь · a4 білий пішак · b4 чорний пішак · e4 чорний пішак · f4 чорний король · a3 чорний ферзь · c3 чорний пішак · d3 чорний пішак · f3 чорний пішак · b2 чорний кінь · c2 чорний пішак · f2 білий пішак · h2 білий кінь · a1 чорний кінь · c1 білий король · e1 білий кінь | c8 чорний слон · e8 чорна тура · g8 білий слон · g7 чорний пішак · c6 біла тура · g6 білий пішак · h6 чорний слон · a5 білий ферзь · a4 білий пішак · b4 чорний пішак · e4 чорний пішак · f4 чорний король · a3 чорний ферзь · c3 чорний пішак · d3 чорний пішак · f3 чорний пішак · b2 чорний кінь · c2 чорний пішак · f2 білий пішак · h2 білий кінь · a1 чорний кінь · c1 білий король · e1 білий кінь | c8 чорний слон · e8 чорна тура · g8 білий слон · g7 чорний пішак · c6 біла тура · g6 білий пішак · h6 чорний слон · a5 білий ферзь · a4 білий пішак · b4 чорний пішак · e4 чорний пішак · f4 чорний король · a3 чорний ферзь · c3 чорний пішак · d3 чорний пішак · f3 чорний пішак · b2 чорний кінь · c2 чорний пішак · f2 білий пішак · h2 білий кінь · a1 чорний кінь · c1 білий король · e1 білий кінь | c8 чорний слон · e8 чорна тура · g8 білий слон · g7 чорний пішак · c6 біла тура · g6 білий пішак · h6 чорний слон · a5 білий ферзь · a4 білий пішак · b4 чорний пішак · e4 чорний пішак · f4 чорний король · a3 чорний ферзь · c3 чорний пішак · d3 чорний пішак · f3 чорний пішак · b2 чорний кінь · c2 чорний пішак · f2 білий пішак · h2 білий кінь · a1 чорний кінь · c1 білий король · e1 білий кінь | c8 чорний слон · e8 чорна тура · g8 білий слон · g7 чорний пішак · c6 біла тура · g6 білий пішак · h6 чорний слон · a5 білий ферзь · a4 білий пішак · b4 чорний пішак · e4 чорний пішак · f4 чорний король · a3 чорний ферзь · c3 чорний пішак · d3 чорний пішак · f3 чорний пішак · b2 чорний кінь · c2 чорний пішак · f2 білий пішак · h2 білий кінь · a1 чорний кінь · c1 білий король · e1 білий кінь | c8 чорний слон · e8 чорна тура · g8 білий слон · g7 чорний пішак · c6 біла тура · g6 білий пішак · h6 чорний слон · a5 білий ферзь · a4 білий пішак · b4 чорний пішак · e4 чорний пішак · f4 чорний король · a3 чорний ферзь · c3 чорний пішак · d3 чорний пішак · f3 чорний пішак · b2 чорний кінь · c2 чорний пішак · f2 білий пішак · h2 білий кінь · a1 чорний кінь · c1 білий король · e1 білий кінь | 6 |
| 5 | c8 чорний слон · e8 чорна тура · g8 білий слон · g7 чорний пішак · c6 біла тура · g6 білий пішак · h6 чорний слон · a5 білий ферзь · a4 білий пішак · b4 чорний пішак · e4 чорний пішак · f4 чорний король · a3 чорний ферзь · c3 чорний пішак · d3 чорний пішак · f3 чорний пішак · b2 чорний кінь · c2 чорний пішак · f2 білий пішак · h2 білий кінь · a1 чорний кінь · c1 білий король · e1 білий кінь | c8 чорний слон · e8 чорна тура · g8 білий слон · g7 чорний пішак · c6 біла тура · g6 білий пішак · h6 чорний слон · a5 білий ферзь · a4 білий пішак · b4 чорний пішак · e4 чорний пішак · f4 чорний король · a3 чорний ферзь · c3 чорний пішак · d3 чорний пішак · f3 чорний пішак · b2 чорний кінь · c2 чорний пішак · f2 білий пішак · h2 білий кінь · a1 чорний кінь · c1 білий король · e1 білий кінь | c8 чорний слон · e8 чорна тура · g8 білий слон · g7 чорний пішак · c6 біла тура · g6 білий пішак · h6 чорний слон · a5 білий ферзь · a4 білий пішак · b4 чорний пішак · e4 чорний пішак · f4 чорний король · a3 чорний ферзь · c3 чорний пішак · d3 чорний пішак · f3 чорний пішак · b2 чорний кінь · c2 чорний пішак · f2 білий пішак · h2 білий кінь · a1 чорний кінь · c1 білий король · e1 білий кінь | c8 чорний слон · e8 чорна тура · g8 білий слон · g7 чорний пішак · c6 біла тура · g6 білий пішак · h6 чорний слон · a5 білий ферзь · a4 білий пішак · b4 чорний пішак · e4 чорний пішак · f4 чорний король · a3 чорний ферзь · c3 чорний пішак · d3 чорний пішак · f3 чорний пішак · b2 чорний кінь · c2 чорний пішак · f2 білий пішак · h2 білий кінь · a1 чорний кінь · c1 білий король · e1 білий кінь | c8 чорний слон · e8 чорна тура · g8 білий слон · g7 чорний пішак · c6 біла тура · g6 білий пішак · h6 чорний слон · a5 білий ферзь · a4 білий пішак · b4 чорний пішак · e4 чорний пішак · f4 чорний король · a3 чорний ферзь · c3 чорний пішак · d3 чорний пішак · f3 чорний пішак · b2 чорний кінь · c2 чорний пішак · f2 білий пішак · h2 білий кінь · a1 чорний кінь · c1 білий король · e1 білий кінь | c8 чорний слон · e8 чорна тура · g8 білий слон · g7 чорний пішак · c6 біла тура · g6 білий пішак · h6 чорний слон · a5 білий ферзь · a4 білий пішак · b4 чорний пішак · e4 чорний пішак · f4 чорний король · a3 чорний ферзь · c3 чорний пішак · d3 чорний пішак · f3 чорний пішак · b2 чорний кінь · c2 чорний пішак · f2 білий пішак · h2 білий кінь · a1 чорний кінь · c1 білий король · e1 білий кінь | c8 чорний слон · e8 чорна тура · g8 білий слон · g7 чорний пішак · c6 біла тура · g6 білий пішак · h6 чорний слон · a5 білий ферзь · a4 білий пішак · b4 чорний пішак · e4 чорний пішак · f4 чорний король · a3 чорний ферзь · c3 чорний пішак · d3 чорний пішак · f3 чорний пішак · b2 чорний кінь · c2 чорний пішак · f2 білий пішак · h2 білий кінь · a1 чорний кінь · c1 білий король · e1 білий кінь | c8 чорний слон · e8 чорна тура · g8 білий слон · g7 чорний пішак · c6 біла тура · g6 білий пішак · h6 чорний слон · a5 білий ферзь · a4 білий пішак · b4 чорний пішак · e4 чорний пішак · f4 чорний король · a3 чорний ферзь · c3 чорний пішак · d3 чорний пішак · f3 чорний пішак · b2 чорний кінь · c2 чорний пішак · f2 білий пішак · h2 білий кінь · a1 чорний кінь · c1 білий король · e1 білий кінь | 5 |
| 4 | c8 чорний слон · e8 чорна тура · g8 білий слон · g7 чорний пішак · c6 біла тура · g6 білий пішак · h6 чорний слон · a5 білий ферзь · a4 білий пішак · b4 чорний пішак · e4 чорний пішак · f4 чорний король · a3 чорний ферзь · c3 чорний пішак · d3 чорний пішак · f3 чорний пішак · b2 чорний кінь · c2 чорний пішак · f2 білий пішак · h2 білий кінь · a1 чорний кінь · c1 білий король · e1 білий кінь | c8 чорний слон · e8 чорна тура · g8 білий слон · g7 чорний пішак · c6 біла тура · g6 білий пішак · h6 чорний слон · a5 білий ферзь · a4 білий пішак · b4 чорний пішак · e4 чорний пішак · f4 чорний король · a3 чорний ферзь · c3 чорний пішак · d3 чорний пішак · f3 чорний пішак · b2 чорний кінь · c2 чорний пішак · f2 білий пішак · h2 білий кінь · a1 чорний кінь · c1 білий король · e1 білий кінь | c8 чорний слон · e8 чорна тура · g8 білий слон · g7 чорний пішак · c6 біла тура · g6 білий пішак · h6 чорний слон · a5 білий ферзь · a4 білий пішак · b4 чорний пішак · e4 чорний пішак · f4 чорний король · a3 чорний ферзь · c3 чорний пішак · d3 чорний пішак · f3 чорний пішак · b2 чорний кінь · c2 чорний пішак · f2 білий пішак · h2 білий кінь · a1 чорний кінь · c1 білий король · e1 білий кінь | c8 чорний слон · e8 чорна тура · g8 білий слон · g7 чорний пішак · c6 біла тура · g6 білий пішак · h6 чорний слон · a5 білий ферзь · a4 білий пішак · b4 чорний пішак · e4 чорний пішак · f4 чорний король · a3 чорний ферзь · c3 чорний пішак · d3 чорний пішак · f3 чорний пішак · b2 чорний кінь · c2 чорний пішак · f2 білий пішак · h2 білий кінь · a1 чорний кінь · c1 білий король · e1 білий кінь | c8 чорний слон · e8 чорна тура · g8 білий слон · g7 чорний пішак · c6 біла тура · g6 білий пішак · h6 чорний слон · a5 білий ферзь · a4 білий пішак · b4 чорний пішак · e4 чорний пішак · f4 чорний король · a3 чорний ферзь · c3 чорний пішак · d3 чорний пішак · f3 чорний пішак · b2 чорний кінь · c2 чорний пішак · f2 білий пішак · h2 білий кінь · a1 чорний кінь · c1 білий король · e1 білий кінь | c8 чорний слон · e8 чорна тура · g8 білий слон · g7 чорний пішак · c6 біла тура · g6 білий пішак · h6 чорний слон · a5 білий ферзь · a4 білий пішак · b4 чорний пішак · e4 чорний пішак · f4 чорний король · a3 чорний ферзь · c3 чорний пішак · d3 чорний пішак · f3 чорний пішак · b2 чорний кінь · c2 чорний пішак · f2 білий пішак · h2 білий кінь · a1 чорний кінь · c1 білий король · e1 білий кінь | c8 чорний слон · e8 чорна тура · g8 білий слон · g7 чорний пішак · c6 біла тура · g6 білий пішак · h6 чорний слон · a5 білий ферзь · a4 білий пішак · b4 чорний пішак · e4 чорний пішак · f4 чорний король · a3 чорний ферзь · c3 чорний пішак · d3 чорний пішак · f3 чорний пішак · b2 чорний кінь · c2 чорний пішак · f2 білий пішак · h2 білий кінь · a1 чорний кінь · c1 білий король · e1 білий кінь | c8 чорний слон · e8 чорна тура · g8 білий слон · g7 чорний пішак · c6 біла тура · g6 білий пішак · h6 чорний слон · a5 білий ферзь · a4 білий пішак · b4 чорний пішак · e4 чорний пішак · f4 чорний король · a3 чорний ферзь · c3 чорний пішак · d3 чорний пішак · f3 чорний пішак · b2 чорний кінь · c2 чорний пішак · f2 білий пішак · h2 білий кінь · a1 чорний кінь · c1 білий король · e1 білий кінь | 4 |
| 3 | c8 чорний слон · e8 чорна тура · g8 білий слон · g7 чорний пішак · c6 біла тура · g6 білий пішак · h6 чорний слон · a5 білий ферзь · a4 білий пішак · b4 чорний пішак · e4 чорний пішак · f4 чорний король · a3 чорний ферзь · c3 чорний пішак · d3 чорний пішак · f3 чорний пішак · b2 чорний кінь · c2 чорний пішак · f2 білий пішак · h2 білий кінь · a1 чорний кінь · c1 білий король · e1 білий кінь | c8 чорний слон · e8 чорна тура · g8 білий слон · g7 чорний пішак · c6 біла тура · g6 білий пішак · h6 чорний слон · a5 білий ферзь · a4 білий пішак · b4 чорний пішак · e4 чорний пішак · f4 чорний король · a3 чорний ферзь · c3 чорний пішак · d3 чорний пішак · f3 чорний пішак · b2 чорний кінь · c2 чорний пішак · f2 білий пішак · h2 білий кінь · a1 чорний кінь · c1 білий король · e1 білий кінь | c8 чорний слон · e8 чорна тура · g8 білий слон · g7 чорний пішак · c6 біла тура · g6 білий пішак · h6 чорний слон · a5 білий ферзь · a4 білий пішак · b4 чорний пішак · e4 чорний пішак · f4 чорний король · a3 чорний ферзь · c3 чорний пішак · d3 чорний пішак · f3 чорний пішак · b2 чорний кінь · c2 чорний пішак · f2 білий пішак · h2 білий кінь · a1 чорний кінь · c1 білий король · e1 білий кінь | c8 чорний слон · e8 чорна тура · g8 білий слон · g7 чорний пішак · c6 біла тура · g6 білий пішак · h6 чорний слон · a5 білий ферзь · a4 білий пішак · b4 чорний пішак · e4 чорний пішак · f4 чорний король · a3 чорний ферзь · c3 чорний пішак · d3 чорний пішак · f3 чорний пішак · b2 чорний кінь · c2 чорний пішак · f2 білий пішак · h2 білий кінь · a1 чорний кінь · c1 білий король · e1 білий кінь | c8 чорний слон · e8 чорна тура · g8 білий слон · g7 чорний пішак · c6 біла тура · g6 білий пішак · h6 чорний слон · a5 білий ферзь · a4 білий пішак · b4 чорний пішак · e4 чорний пішак · f4 чорний король · a3 чорний ферзь · c3 чорний пішак · d3 чорний пішак · f3 чорний пішак · b2 чорний кінь · c2 чорний пішак · f2 білий пішак · h2 білий кінь · a1 чорний кінь · c1 білий король · e1 білий кінь | c8 чорний слон · e8 чорна тура · g8 білий слон · g7 чорний пішак · c6 біла тура · g6 білий пішак · h6 чорний слон · a5 білий ферзь · a4 білий пішак · b4 чорний пішак · e4 чорний пішак · f4 чорний король · a3 чорний ферзь · c3 чорний пішак · d3 чорний пішак · f3 чорний пішак · b2 чорний кінь · c2 чорний пішак · f2 білий пішак · h2 білий кінь · a1 чорний кінь · c1 білий король · e1 білий кінь | c8 чорний слон · e8 чорна тура · g8 білий слон · g7 чорний пішак · c6 біла тура · g6 білий пішак · h6 чорний слон · a5 білий ферзь · a4 білий пішак · b4 чорний пішак · e4 чорний пішак · f4 чорний король · a3 чорний ферзь · c3 чорний пішак · d3 чорний пішак · f3 чорний пішак · b2 чорний кінь · c2 чорний пішак · f2 білий пішак · h2 білий кінь · a1 чорний кінь · c1 білий король · e1 білий кінь | c8 чорний слон · e8 чорна тура · g8 білий слон · g7 чорний пішак · c6 біла тура · g6 білий пішак · h6 чорний слон · a5 білий ферзь · a4 білий пішак · b4 чорний пішак · e4 чорний пішак · f4 чорний король · a3 чорний ферзь · c3 чорний пішак · d3 чорний пішак · f3 чорний пішак · b2 чорний кінь · c2 чорний пішак · f2 білий пішак · h2 білий кінь · a1 чорний кінь · c1 білий король · e1 білий кінь | 3 |
| 2 | c8 чорний слон · e8 чорна тура · g8 білий слон · g7 чорний пішак · c6 біла тура · g6 білий пішак · h6 чорний слон · a5 білий ферзь · a4 білий пішак · b4 чорний пішак · e4 чорний пішак · f4 чорний король · a3 чорний ферзь · c3 чорний пішак · d3 чорний пішак · f3 чорний пішак · b2 чорний кінь · c2 чорний пішак · f2 білий пішак · h2 білий кінь · a1 чорний кінь · c1 білий король · e1 білий кінь | c8 чорний слон · e8 чорна тура · g8 білий слон · g7 чорний пішак · c6 біла тура · g6 білий пішак · h6 чорний слон · a5 білий ферзь · a4 білий пішак · b4 чорний пішак · e4 чорний пішак · f4 чорний король · a3 чорний ферзь · c3 чорний пішак · d3 чорний пішак · f3 чорний пішак · b2 чорний кінь · c2 чорний пішак · f2 білий пішак · h2 білий кінь · a1 чорний кінь · c1 білий король · e1 білий кінь | c8 чорний слон · e8 чорна тура · g8 білий слон · g7 чорний пішак · c6 біла тура · g6 білий пішак · h6 чорний слон · a5 білий ферзь · a4 білий пішак · b4 чорний пішак · e4 чорний пішак · f4 чорний король · a3 чорний ферзь · c3 чорний пішак · d3 чорний пішак · f3 чорний пішак · b2 чорний кінь · c2 чорний пішак · f2 білий пішак · h2 білий кінь · a1 чорний кінь · c1 білий король · e1 білий кінь | c8 чорний слон · e8 чорна тура · g8 білий слон · g7 чорний пішак · c6 біла тура · g6 білий пішак · h6 чорний слон · a5 білий ферзь · a4 білий пішак · b4 чорний пішак · e4 чорний пішак · f4 чорний король · a3 чорний ферзь · c3 чорний пішак · d3 чорний пішак · f3 чорний пішак · b2 чорний кінь · c2 чорний пішак · f2 білий пішак · h2 білий кінь · a1 чорний кінь · c1 білий король · e1 білий кінь | c8 чорний слон · e8 чорна тура · g8 білий слон · g7 чорний пішак · c6 біла тура · g6 білий пішак · h6 чорний слон · a5 білий ферзь · a4 білий пішак · b4 чорний пішак · e4 чорний пішак · f4 чорний король · a3 чорний ферзь · c3 чорний пішак · d3 чорний пішак · f3 чорний пішак · b2 чорний кінь · c2 чорний пішак · f2 білий пішак · h2 білий кінь · a1 чорний кінь · c1 білий король · e1 білий кінь | c8 чорний слон · e8 чорна тура · g8 білий слон · g7 чорний пішак · c6 біла тура · g6 білий пішак · h6 чорний слон · a5 білий ферзь · a4 білий пішак · b4 чорний пішак · e4 чорний пішак · f4 чорний король · a3 чорний ферзь · c3 чорний пішак · d3 чорний пішак · f3 чорний пішак · b2 чорний кінь · c2 чорний пішак · f2 білий пішак · h2 білий кінь · a1 чорний кінь · c1 білий король · e1 білий кінь | c8 чорний слон · e8 чорна тура · g8 білий слон · g7 чорний пішак · c6 біла тура · g6 білий пішак · h6 чорний слон · a5 білий ферзь · a4 білий пішак · b4 чорний пішак · e4 чорний пішак · f4 чорний король · a3 чорний ферзь · c3 чорний пішак · d3 чорний пішак · f3 чорний пішак · b2 чорний кінь · c2 чорний пішак · f2 білий пішак · h2 білий кінь · a1 чорний кінь · c1 білий король · e1 білий кінь | c8 чорний слон · e8 чорна тура · g8 білий слон · g7 чорний пішак · c6 біла тура · g6 білий пішак · h6 чорний слон · a5 білий ферзь · a4 білий пішак · b4 чорний пішак · e4 чорний пішак · f4 чорний король · a3 чорний ферзь · c3 чорний пішак · d3 чорний пішак · f3 чорний пішак · b2 чорний кінь · c2 чорний пішак · f2 білий пішак · h2 білий кінь · a1 чорний кінь · c1 білий король · e1 білий кінь | 2 |
| 1 | c8 чорний слон · e8 чорна тура · g8 білий слон · g7 чорний пішак · c6 біла тура · g6 білий пішак · h6 чорний слон · a5 білий ферзь · a4 білий пішак · b4 чорний пішак · e4 чорний пішак · f4 чорний король · a3 чорний ферзь · c3 чорний пішак · d3 чорний пішак · f3 чорний пішак · b2 чорний кінь · c2 чорний пішак · f2 білий пішак · h2 білий кінь · a1 чорний кінь · c1 білий король · e1 білий кінь | c8 чорний слон · e8 чорна тура · g8 білий слон · g7 чорний пішак · c6 біла тура · g6 білий пішак · h6 чорний слон · a5 білий ферзь · a4 білий пішак · b4 чорний пішак · e4 чорний пішак · f4 чорний король · a3 чорний ферзь · c3 чорний пішак · d3 чорний пішак · f3 чорний пішак · b2 чорний кінь · c2 чорний пішак · f2 білий пішак · h2 білий кінь · a1 чорний кінь · c1 білий король · e1 білий кінь | c8 чорний слон · e8 чорна тура · g8 білий слон · g7 чорний пішак · c6 біла тура · g6 білий пішак · h6 чорний слон · a5 білий ферзь · a4 білий пішак · b4 чорний пішак · e4 чорний пішак · f4 чорний король · a3 чорний ферзь · c3 чорний пішак · d3 чорний пішак · f3 чорний пішак · b2 чорний кінь · c2 чорний пішак · f2 білий пішак · h2 білий кінь · a1 чорний кінь · c1 білий король · e1 білий кінь | c8 чорний слон · e8 чорна тура · g8 білий слон · g7 чорний пішак · c6 біла тура · g6 білий пішак · h6 чорний слон · a5 білий ферзь · a4 білий пішак · b4 чорний пішак · e4 чорний пішак · f4 чорний король · a3 чорний ферзь · c3 чорний пішак · d3 чорний пішак · f3 чорний пішак · b2 чорний кінь · c2 чорний пішак · f2 білий пішак · h2 білий кінь · a1 чорний кінь · c1 білий король · e1 білий кінь | c8 чорний слон · e8 чорна тура · g8 білий слон · g7 чорний пішак · c6 біла тура · g6 білий пішак · h6 чорний слон · a5 білий ферзь · a4 білий пішак · b4 чорний пішак · e4 чорний пішак · f4 чорний король · a3 чорний ферзь · c3 чорний пішак · d3 чорний пішак · f3 чорний пішак · b2 чорний кінь · c2 чорний пішак · f2 білий пішак · h2 білий кінь · a1 чорний кінь · c1 білий король · e1 білий кінь | c8 чорний слон · e8 чорна тура · g8 білий слон · g7 чорний пішак · c6 біла тура · g6 білий пішак · h6 чорний слон · a5 білий ферзь · a4 білий пішак · b4 чорний пішак · e4 чорний пішак · f4 чорний король · a3 чорний ферзь · c3 чорний пішак · d3 чорний пішак · f3 чорний пішак · b2 чорний кінь · c2 чорний пішак · f2 білий пішак · h2 білий кінь · a1 чорний кінь · c1 білий король · e1 білий кінь | c8 чорний слон · e8 чорна тура · g8 білий слон · g7 чорний пішак · c6 біла тура · g6 білий пішак · h6 чорний слон · a5 білий ферзь · a4 білий пішак · b4 чорний пішак · e4 чорний пішак · f4 чорний король · a3 чорний ферзь · c3 чорний пішак · d3 чорний пішак · f3 чорний пішак · b2 чорний кінь · c2 чорний пішак · f2 білий пішак · h2 білий кінь · a1 чорний кінь · c1 білий король · e1 білий кінь | c8 чорний слон · e8 чорна тура · g8 білий слон · g7 чорний пішак · c6 біла тура · g6 білий пішак · h6 чорний слон · a5 білий ферзь · a4 білий пішак · b4 чорний пішак · e4 чорний пішак · f4 чорний король · a3 чорний ферзь · c3 чорний пішак · d3 чорний пішак · f3 чорний пішак · b2 чорний кінь · c2 чорний пішак · f2 білий пішак · h2 білий кінь · a1 чорний кінь · c1 білий король · e1 білий кінь | 1 |
|   | a | b | c | d | e | f | g | h |   |

1. Le6? ~ 2. De5+ K:e5#
1. ... T:e6 2. Df5+ K:f5#, 1. ... Sb3!
1. Te6? ~ 2. Df5+ K:f5#
1. ... L:e6 2. De5+ K:e5#, 1. ... Tf8!
1. Tc4! ~ 2. Sd3+ S:d3#
1. ... Te5 2. D:e5+ K:e5#
1. ... Lf5 2. D:f5+ K:f5#
Пройшло чергування загрози і другого ходу білих у перших двох фазах — тема пройшла в хибних слідах.